# Le Contact (film)
Pour la série de bandes dessinées, voir Le Contact.
Pour plus de détails, voir Fiche technique et Distribution.
Le Contact (접속, Cheobsok) est un film sud-coréen réalisé par Jang Yun-hyeon, sorti en 1997.

## Synopsis
Un jour, le DJ radio Dong-hyeon reçoit un paquet contenant un enregistrement de The Velvet Underground. Il espère que ce mystérieux paquet vient de son ex-petite amie, Min Young-hye. Il décide de jouer la chanson Pale Blue Eyes dans son émission. Au même moment, Soo-hyeon, une télémarketeuse entend la chanson à la radio. Elle appelle le lendemain la station pour que la chanson soit rejouée. Dong-hyeon prend contact avec elle, espérant qu'elle est Young-hye.

## Fiche technique
- Titre : Le Contact
- Titre original : 접속 (Cheobsok)
- Réalisation : Jang Yun-hyeon
- Scénario : Jo Myeong-joo et Jang Yun-hyeon
- Musique : John Bisharat
- Photographie : Kim Sung-bok
- Montage : Park Gok-ji
- Production : Sim Jae-myung
- Société de production : Myung Films
- Pays :  Corée du Sud
- Genre : Romance
- Durée : 105 minutes
- Dates de sortie : 
  -  Corée du Sud : 13 septembre 1997

## Distribution
- Han Suk-kyu : Dong-hyeon
- Jeon Do-yeon : Lee Soo-hyeon
- Chu Sang-mi : Eun-hee
- Park Yong-soo
- Lee Beom-soo : le livreur
- Choi Cheol-ho : Ki-chul
- Bae Jang-soo : Ka Pe
- Kim Tae-woo

## Distinctions
Le film a été nommé pour trois Blue Dragon Film Awards et a remporté le prix du meilleur espoir féminin pour Jeon Do-yeon et le prix du public.